# Gregorio Rísquez i Caballero
Gregori Rísquez i Caballero (Torrequebradilla, Villatorres, província de Jaén, 11 de desembre de 1947) ha estat un polític i sindicalista català d'origen andalús.
Ha treballat com a inspector d'intervenció en el sector ferroviari. Afiliat a la Unió General de Treballadors, ha estat secretari general de la Federació de Transports i Telecomunicacions de la UGT de Catalunya.
Militant alhora del Partit dels Socialistes de Catalunya, a la mort de Joan Cornudella i Barberà, diputat elegit a les eleccions al Parlament de Catalunya de 1984, el va substituir en el seu escó. Ha estat membre de la Comissió d'Indústria, Energia, Comerç i Turisme i de la Comissió de Política Territorial del Parlament de Catalunya El 2008 era president de l'Associació de Veïns de Can Carreres (Martorell).